# Amerila roseibarba
Amerila roseibarba là một loài bướm đêm thuộc phân họ Arctiinae, họ Erebidae.